# Dušan Uhrin
Dušan Uhrin (né le 5 février 1943 à Nová Ves nad Žitavou) est un footballeur et entraîneur de football tchèque.

## Palmarès d'entraîneur
CR Belouizdad
- Coupe d'Algérie de football :
  - Vainqueur (1) : 1978

 AEL Limassol
- Coupe de Chypre de football :
  - Vainqueur (1) : 1989

 Sparta Prague
- Championnat de Tchécoslovaquie de football :
  - Vainqueur (1) : 1992-93

- Coupe de Tchécoslovaquie de football :
  - Vainqueur (1) : 1992

 Équipe de Tchéquie de football
- Championnat d'Europe de football :
  - Finaliste (1) : 1996

 Al-Nassr Riyad
- Coupe d'Arabie saoudite de football :
  - Vainqueur (1) : 1998

- Coupe d'Asie des vainqueurs de coupes :
  - Vainqueur (1) : 1998

 Dinamo Tbilissi
- Championnat de Géorgie de football :
  - Vainqueur (1) : 2007-08